# World Team Challenge 2017
Il World Team Challenge 2017 si è svolto il 28 dicembre alla Veltins-Arena di Gelsenkirchen.
La competizione si articola in due fasi: una prima gara in mass start e una seconda gara di inseguimento, con distacchi dimezzati. 

## Risultati
| Pos | Atleti                                    | Nazione          | Tempo   |
| --- | ----------------------------------------- | ---------------- | ------- |
| 1   | Ekaterina Jurlova-Percht / Aleksej Volkov | Russia           | 33:21,4 |
| 2   | Eva Puskarčíková / Ondřej Moravec         | Rep. Ceca        | +24,0   |
| 3   | Lisa Hauser / Julian Eberhard             | Austria          | +43,5   |
| 4   | Anaïs Bescond / Émilien Jacquelin         | Francia          | +58,4   |
| 5   | Yuliia Dzhima / Michael Rösch             | Ucraina / Belgio | +1:13,3 |
| 6   | Rosanna Crawford / Brendan Green          | Canada           | +1:13,7 |
| 7   | Nadine Horchler / Benedikt Doll           | Germania         | +1:34,1 |
| 8   | Karin Oberhofer / Dominik Windisch        | Italia           | +2:00,4 |
| 9   | Fuyuko Tachizaki / Mikito Tachizaki       | Giappone         | +2:08,4 |
| 10  | Franziska Hildebrand / Erik Lesser        | Germania         | +2:13,5 |